# Twenty 1
Twenty 1 es el nombre del decimoctavo álbum de estudio de la banda de rock estadounidense Chicago. Fue lanzado al mercado por Full Moon/Reprise Records el 29 de enero de 1991.

## Listado de canciones
1. Explain it to My Heart (Diane Warren) - 4:44
2. If It Were You (Jason Scheff/Darin Scheff/Tony Smith) - 4:43
3. You Come to My Senses (Bill Steinberg/Tom Kelly) - 3:48
4. Somebody, Somewhere (Bill Champlin/Dennis Matkosky/Kevin Dukes) - 4:21
5. What Does It Take (Jason Scheff/Gerard McMahon) - 4:38
6. One from the Heart (Robert Lamm/Gerard McMahon) - 4:43
7. Chasin the Wind (Diane Warren) - 4:18
8. God Save the Queen (James Pankow/Jason Scheff) - 4:19
9. Man to Woman (Jason Scheff/Adam Mitchell) - 3:56
10. Only Time Can Heal the Wounded (Robert Lamm/Gerard McMahon) - 4:43
11. Who Do You Love (Bill Champlin/Dennis Matkosky) - 3:20
12. Holdin' On (Bill Champlin/Tom Saviano) - 4:15

- Datos: Q7857778